# Izomaltol
Izomaltolul este un furan natural obținut prin degradarea enzimatică a amidonului. Este, de asemenea, o componentă a aromei în crusta de pâine, produs prin degradarea termică (caramelizarea) zaharurilor.